# Піддубний Іван Максимович

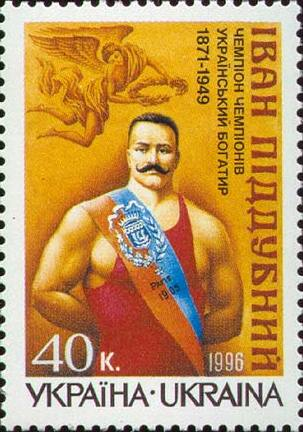
Іван Піддубний на поштовій марці України

Іва́н Макси́мович Підду́бний (26 вересня (8 жовтня) 1871, Красенівка, Золотоніський повіт, Полтавська губернія — 8 серпня 1949, Єйськ, Краснодарський край, РРФСР, СРСР) — український спортсмен-борець. Шестиразовий чемпіон світу з боротьби (Париж, Мілан, Франкфурт та Нью-Йорк).

## Біографія

### Ранні роки
Іван Максимович Піддубний народився 8 жовтня (26 вересня) 1871 року в родині спадкового козака Максима Піддубного на Полтавщині в селі Красенівці поблизу Золотоноші (сучасна Черкаська область). Прапрадід Івана Піддубного в 1708 році під Полтавою, спільно з козаками Іркліївського куреня лицарства Низового, під проводом Кошового отамана Костя Гордієнка та разом з козацьким військом гетьмана Івана Мазепи, воював проти Московії за суверенну Україну. Чи не єдиним багатством, яке дісталось у спадок Іванові, було богатирське здоров'я і прищеплені з дитинства чесноти — працелюбство, любов до рідного краю і висока моральність.
Батько Піддубного, Максим Іванович, мав невелике господарство в Красенівці. У нього було троє синів і три дочки. Максим Піддубний був богатирського зросту, наділений великою фізичною силою: сам, без жодної напруги, піднімав п'ятипудові мішки із зерном і кидав їх на віз. Через багато років Іван Піддубний скаже, що людиною, сильнішою за нього, був лише батько.
Мати Івана, Ганна Данилівна, походила зі старовинної козацької родини Науменків, рід яких славився своїм довголіттям. Кажуть[хто?], дід Івана по лінії матері, колишній солдат, відслуживши в армії чверть століття, дожив до 120 років.[джерело?]
Ріс Іван так само, як і всі селянські діти. З дитинства був привчений до важкої селянської роботи. Від батька Іван успадкував високий зріст, неабияку силу і витривалість, а від матері, яка гарно співала, тонкий музичний слух. У дитячі та юнацькі роки в недільні та святкові дні співав у церковному хорі. Аж до зрілої молодості Іван прожив у селі, дивуючи земляків розвинутою статурою та міццю. А потім поїхав на заробітки задля одруження з дочкою заможного селянина, Оленкою Вітяк. Працював вантажником у Севастополі, у 1895 році переїхав до Феодосії, де дізнався від земляків, що Оленку видали заміж за багатія. Кажуть[хто?], що батько, відправляючи його на заробітки, казав: «Пам'ятай, Іване, що роду ти з батька-матері козацького, запорозького, і що козаку честь дорожча матері, дорожча батька рідного. Запам'ятай, Іване, продаси честь — не син ти мені, і я не батько тобі».

### Знайомство зі спортом
Незабаром доля звела Івана з двома учнями морехідних класів Антоном Преображенським і Василем Васильєвим — завзятими спортсменами, пристрасними шанувальниками важкої атлетики. Преображенський подарував Іванові автобіографічну книгу знаменитого атлета Карла Абса. Піддубного зацікавило твердження автора, що постійними тренуваннями йому вдалося збільшити свою природну силу втричі.
Іван вирішив серйозно тренуватися. Щодня вправлявся з гирями, займався гімнастикою. А в 1897 році на гастролі до Феодосії приїхав цирк Безкоровайного. Це був звичайний бродячий цирк того часу, до трупи якого входили атлети і борці. Серед них були знамениті люди того часу, як-от Янковський, Луріх, Семипалий. Через деякий час дирекція цирку влаштувала чемпіонат боротьби «на поясах». За два тижні виступів на арені Піддубний не програв жодного двобою. Його залізна стійкість, вага і чіпкість рук дозволяли йому здобувати перемогу за перемогою.
Сезон у цирку закінчився. Борці роз'їхалися, а Іван залишився, як і раніше, робітником у порту. Та радість успіху встигла порушити його душевний спокій. Усе частіше він почав думати про те, аби присвятити життя спортові.

### Початок спортивної кар'єри
На початку 1898 року Піддубний знову переїхав до Севастополя. Він вступив до місцевого цирку, що належав Жіжетто Труцці, одному з членів старовинної італійської циркової родини Труцці. Будучи спостережливим і допитливим, Іван дуже швидко перейняв й опанував тонкощі боротьби «на поясах». Почав перемагати суперників не лише грубою силою, але й за допомогою техніки, викликаючи красивими і спритними прийомами схвалення глядачів. Прочитавши книги з важкої атлетики та боротьби, Іван склав для себе програму тренувань.
З Севастополя Піддубний переїхав до Одеси. Під час виступу в Новоросійську стався цікавий випадок. Проти Івана випустили відомого шведського борця Андерсона. Через хвилину швед був піднятий у повітря і покладений на лопатки. Це сталося так швидко, що публіка вирішила — швед піддався українському борцю. Піддубний запропонував повторити сутичку. Однак, коли шведу передали цю пропозицію, він відповів, що боротиметься тільки тоді, коли Піддубний погодиться на поразку. Іван Піддубний був просто обурений. Але дружина директора цирку зі сльозами на очах благала Піддубного погодитися. В іншому випадку довелося б повернути людям гроші за квитки, а це б призвело до розорення цирку. Передчуваючи перемогу, швед вийшов на арену. Але тут сталося неймовірне — Піддубний узяв його за пояс, підняв над собою, як кошеня, і, тримаючи на витягнутих руках, ліг на лопатки, а противника поклав собі на груди. Публіка збожеволіла від захвату. Осоромлений швед утік з арени.
1900 року Іван переїздить до Києва й починає виступати в київському цирку братів Дмитра, Якима і Петра Нікітіних. Медична комісія, що оглянула борця, зафіксувала такі антропометричні дані його атлетичної статури: зріст — 184 см, вага — 118 кг, груди — 137 см, біцепс — 44 см, передпліччя — 36 см, зап'ястя — 21 см, шия — 60 см, стегно — 68 см, гомілка — 47 см. Тут він уперше знайомиться з прийомами французької боротьби у Київському атлетичному гуртку лікаря Є. Ф. Гарнич-Гарницького. Ці прийоми одразу захопили його. Упродовж п'яти років він гастролював країною.
Певний час Піддубний подорожував з цирком Нікітіних по всій Росії. Побував на Кавказі, в Сибіру. У багатьох містах вже знали про богатирську силу, не був виключенням і Петербург. Ним зацікавився сам граф Г. І. Рибоп'єр — голова Санкт-Петербурзького атлетичного товариства — і запросив його до столиці. Піддубному запропонували готуватися до майбутнього чемпіонату світу в Парижі. Ще на початку 1903 року Рибоп'єр отримав пропозицію французького спортивного товариства відрядити представника Російської Імперії в Париж для участі у міжнародних змаганнях на звання чемпіона світу з французької боротьби. «Коли я погодився — писав в автобіографії Піддубний, — мені негайно представили тренера Ежена і двох кращих любителів — борців, якби я з ними тренувався і вивчав технічні прийоми французької боротьби. Після 3-місячних тренувань у Петербурзі я разом з Еженом відправився у Францію, де продовжувались мої тренування ще протягом 2-х місяців».
На чемпіонат у Париж приїхало 130 борців. Серед них серб Антонич, поляк Збишко-Циганевич, бельгієць Омер де Бульон, датчанин Ієсс Педерсен, німець Вебер, француз Рауль ле Буше, від Росії — Аберг і Піддубний. За ваговою категорією учасники чемпіонату ділились на дві групи: важкої і легкої ваги. Піддубного, який мав вагу сім з половиною пудів, зачислили до борців важкої ваги і надали право боротися за звання чемпіона світу. Піддубний переміг в 11 поєдинках. Кульмінаційним моментом для нього став бій з Буше, який тривав цілу годину. Хоча Піддубному не вдалося покласти француза на лопатки, але перевага явно була за ним. Проте на подив багатьох глядачів судді несправедливо віддали перемогу Буше «за красиві і вмілі відходи від гострих прийомів». Надалі у ситуацію втрутилося Петербурзьке атлетичне товариство, яке запросило по телеграфу суддівську колегію дати дозвіл на повторний поєдинок Піддубного з Буше. У випадку перемоги над Піддубним Раулю запропонували гарантований приз 10 000 франків. Іван Максимович був готовий вийти ще раз на килим проти француза, але той відмовився. Чемпіонат завершився. Перший приз 10 000 франків та звання чемпіона світу одержав Педерсен, другий — Буше, третій — Збишко-Циганевич.
Піддубний повертався в Росію з важким серцем, він говорив про несправедливе суддівство: «Я чесно одержав 11 перемог, а програш відбувся не з моєї вини. З пройдисвітом французом я ще порахуюся». Він став тренуватися ще енергійніше і напогегливіше. 
У лютому 1904 року на арені цирку Чинізеллі у Петербурзі на міжнародному турнірі Піддубний блискуче переміг усіх суперників, у тому числі Рауля ле Буше, провчивши та присоромивши його.
1904 року Піддубний бере участь у VII чемпіонаті світу з боротьби, який проходив у Паризькому театрі «Казіно де Парі». Чемпіонат тривав мйже півтора місяці, у ньому брали участь майже 140 першокласних борців світу. Протягом змагань 34-річний Піддубний упевнено прокладав собі шлях до отримання чемпіонського титулу: він виходив на манеж спокійно, неквапливо. Не чекав коли суперник його «атакує», сам першим йшов у напад, працював усіма м'язами, використовував увесь арсенал силової боротьби. Він впевнено поклав на лопатки чемпіонів минулих років: Ієсса Педерсена, французів Лорана Боккеруа і Рауля ле Буше, не зміг йому протистояти і японець Оно Окітаро. Піддубний з тріумфом виграв змагання, він став чемпіоном світу. Його ім'я стало відоме далеко за межами Батьківщини. Журнали та газети широко писали про богатиря, його наперебій запрошували в циркові турне у Францію, Італію, Бельгію, Німеччину, країни Північної Африки.
1906 року, попри велику зайнятість, Піддубний відвідав Україну, де познайомився з Дмитром Яворницьким, який попросив художника Миколу Струнникова написати картину з ним. Піддубний позував для картини «Запорожець», яка надалі зберігалася в Катеринославському музеї.
Того ж 1906 року у паризькому Театрі «Форлі Бежер» Піддубний вдруге став чемпіоном світу, поклавши на лопатки п'ятиразового чемпіона Ієсса Педерсена, француза Поля Понса, німця Якоба Коха, болгарина Ніколу Петрова, італійця Еміліо Райцевіча, а у фіналі — німця Генріха Еберле. Крім цього, того ж року в Мілані Піддубний втретє став чемпіоном світу, здобувши у фіналі перемогу над Педерсеном.
1907 року у Відні Піддубний учетверте став чемпіоном світу, здобувши у фіналі перемогу над німцем Ернстом Зігфрідом, який до цього не мав поразок. 1908 року Піддубний став уп'яте чемпіоном світу, здобувши перемогу над росіянином Іваном Заїкіним. 1909 року у Франкфурті він вшосте став чемпіоном світу, здобувши перемогу над німцем Фрідріхом Вебером, вперше в спортивному світі він отримав звання «чемпіон чемпіонів».
Піддубному неодноразово пропонували хабарі за те, що він здасться перед кимось, ляже на лопатки, на що він завжди з відмовою відповідав: «Ляжу, якщо покладе». Так, 1907 року, під час поєдинку зі Станіславом Збишком-Циганевичем у Лондоні, суддею якого був Георг Гаккеншмідт (чемпіон 1901 року), Піддубний поклав соперника на лопатки прямо на суддівському столі, який під вагою двох борців провалився. Судді не зарахувли це як перемогу Піддубного, а підсудили її Збишку, хоча фактично її не було.
1910 року, протестуючи проти махінацій у світі спорту, Піддубний покинув борцівський килим. Він переїхав до сусіднього з Красенівкою села Богодухівка, де купив будинок і землю, займався хліборобством та одружився. Але циркова арена стала знову притягувати його. З 1913 року він виступав у Золотоноші, Полтаві, Черкасах, Смілі. Його шанували та любили, він став почесним членом Золотоніської земської управи. 
Цього часу у Смілі він познайомився з Тимофієм Медведєвим, який згодом став видатним спортсменом країни, і міряється силою на цирковій арені з Іваном Шемякіним. Надалі він зустрівся з Шемякіним 1915 року на Московському чемпіонаті, це була боротьба «двох гігантів». Двобій тривав 1 годину 20 хвилин, і зкінчився внічию. Була ще одна зустріч двох «Великих Іванів», яка теж так і не з'ясувала хто з них сильніший.

## Тренування тіла і духу

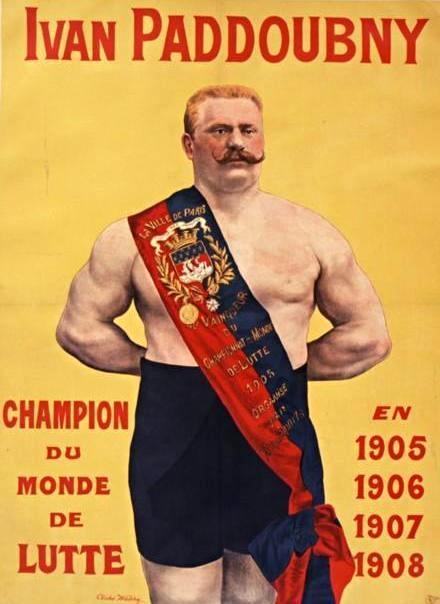
Іван Піддубний — чемпіон світу з боротьби у 1905—1908

Іван Піддубний, як всесвітньо відомий борець, відрізнявся від інших майстрів боротьби не лише винятковою силою, але і витривалістю. «У боротьбі все найголовніше: і руки, і ноги, і плечі, і шия, і спина, і живіт, і груди… і голова»,— любив він казати своїм учням. Секрет непереможності видатного богатиря полягав у чудовому поєднанні виняткових фізичних даних із високим спортивним стилем, який він сам виробив шляхом наполегливої й тривалої праці. Іван Максимович упродовж усього життя, до сімдесятирічного віку, коли залишив заняття спортом, не припиняв щоденного тренування і дотримувався правильного режиму. Він більше не палив і не вживав спиртного, після того, як почав займатися боротьбою.
Під час підготовки до першого чемпіонату світу 1905 року в Парижі, тренувальний день починав завжди з ранкової зарядки, потім приймав холодний душ, після чого був масаж, сніданок і година теоретичного вивчення правил боротьби та прийомів. Після короткого відпочинку Піддубний тренувався. Проти нього виходили один за одним три борці-любителі. З першим він боровся двадцять хвилин, з другим — тридцять, з третім — сорок. Потім десять-п'ятнадцять хвилин бігав із двадцятикілограмовими гантелями в руках. У вільні від тренувань дні, його, за тогочасним методом фізичного загартування, садили на 25 хвилин у так званий «докторський ящик» — парову ванну з температурою до 50°C. За ванною був крижаний душ, після якого Піддубний відпочивав, закутавшись у теплі ковдри. Вечорами він, тримаючи в руках двопудову металеву палицю, прогулювався. Завдяки таким систематичним тренуванням, поміркованому способові життя й раціональному харчуванню, він легко перемагав своїх найтитулованіших супротивників і до кінця зберігав свіжість і силу.
Піддубний виступав у важкій вазі й мав 118 кг. Сутички з найкращими борцями світу іноді тривали по кілька годин, а чемпіонати могли тривати по сорок днів і більше. На першому чемпіонаті світу в Парижі 1905 року йому довелося боротися з найсильнішим важковаговиком Європи, данцем Єнсом Педерсоном, який мав колосальну силу, легко ламав підкови, сплітав із залізних прутів вісімки, підіймав величезні вантажі, до того ж бездоганно володів технікою боротьби й химерною витривалістю. Проте Піддубний переміг його тактично. У середині поєдинку він раптом ослабив наступ, почав діяти повільно, немов утомлений, дихати часто й важко, рухатися невпевнено й мляво. Єнс Педерсон, який до того дотримувався оборонної тактики, відчувши, що настав час діяти рішуче, кинувся в шалену атаку, але раптом втратив пильність і за мить уже лежав на лопатках, кинутий на килим блискавичним і майстерним кидком Піддубного. Тож під словами «у боротьбі важлива голова» Піддубний мав на увазі насамперед не силу, а техніку й досконалу тактику боротьби. Саме ці засади відрізняли його стиль боротьби від стилю інших борців світу. Ім'я Івана Піддубного було в міжнародному спорті одним із найбільш відомих і почесних. Він упродовж двадцяти п'яти років був у світі символом непереможної сили, блискучої майстерності й техніки.
Уся спортивна преса у численних статтях, нарисах та фейлетонах одностайно славила богатиря з Полтавщини, який за чотири роки, з 1905 по 1909 роки, переміг «туше» найкращих у світі борців, у тому числі трьох чемпіонів світу, кількох чемпіонів Європи і десятки чемпіонів окремих країн світу. Його називали «чемпіоном чемпіонів» — титулом, яким до нього ніхто не володів.
Іван Піддубний був тривалий час не лише найкращим борцем світу, а й пристрасним пропагандистом чесності у спорті. Почуття заздрощів чи нездорового суперництва було йому незнайоме. Велика популярність чемпіонатів із боротьби та величезні прибутки антрепренерів приваблювали до спорту темних ділків та аферистів. Змагання в Європі нерідко будувалися на попередній домовленості між антрепренерами й борцями. Зі спортивного видовища змагання перетворювалося на театральну виставу із заздалегідь розподіленими ролями. Іван Піддубний завжди рішуче відхиляв вигідні пропозиції махінаторів від спорту, до кінця життя пам'ятаючи напутні слова батька, який, випроводжаючи його колись із села до Севастополя на заробітки, сказав: «Пам'ятай, Іване, що роду ти з батька-матері козацького, запорозького, і що козаку честь дорожча матері, дорожча батька рідного. Запам'ятай, Іване, продаси честь — не син ти мені, а я не батько тобі».
Піддубний прославився як великий майстер французької боротьби (наразі нині її називають класичною), але коли в Америці, де не визнавали французької боротьби, йому довелося опанувати й боротьбу вільного стилю, він і в цьому виді був непереможний, у п'ятдесятирічному віці поклавши на лопатки молодого славнозвісного американського богатиря Колофа у двох сутичках поспіль. Згодом були блискучі перемоги над іншими визначними атлетами світу. Могутній, досвідчений, обережний Піддубний мав таку перевагу в силі й тактиці ведення боротьби, що спокійно й упевнено перемагав своїх набагато молодших, але самовпевнених і гарячкуватих супротивників. Нью-Йорк, Чикаго, Філадельфія, Лос-Анджелес, Сан-Франциско, ряд інших великих міст США аплодували перемогам Піддубного. Втім зароблені гроші за перемоги не отримав, оскільки міграційна служба США стала шантажувати Піддубного: або він отримує громадянство США, або не отримує гроші. Піддубний відмовився змінити громадянство і повернувся до України.
За період 1905—1909 років українець переміг трьох чемпіонів світу, декількох чемпіонів Європи і більшість чемпіонів окремих країн. Йому пропонували прийняти громадянство США, але він відмовився. Тоді йому сказали, що не виплатять всі зароблені гроші. «Хочете їх конфіскувати — будь ласка. Плював я на ваші долари. Україна мені значно дорожче», — відповів спортсмен.
На початку 1930-х років у СРСР запровадили паспорти. У різних джерелах зустрічається історія про те, що коли Піддубному дали паспорт, в ньому прізвище було записане через «о» — на російський лад, а не через «і», а національність була вказана «русский». Він, недовго думаючи, власноруч написав «і» замість «о», та замість «русский», вписав «українець». Борця поважали у всьому світі, крім його власної країни. 
Звичайно, таке не могло бути непоміченим агентурою НКВД. Піддубного заарештували та катували електрошоком. Вимагали видати всі іноземні рахунки.
| Пам'ятаю, в один з днів у нашому клубі в Києві з'явилася велетенська постать, яка справила враження і на нас, серед яких було чимало дужих і великих зростом людей, вирощених щедрою українською природою. Це був Піддубний... Крім колосальної сили, великого зросту і ваги, Піддубний володів й іншими необхідними для борця якостями: він відрізнявся блискавичністю орієнтування, чудовою координацією своїх рухів, йому легко давалися складні комбінації прийомів... До того ж у Піддубного була ще одна неоціненна для кожного спортсмена якість, яку знавці спорту влучно називають «спортивним серцем», вкладаючи в це не фізіологічне значення, бо серце має бути здоровим у кожного спортсмена, а психологічне. Піддубний здатний був у потрібні хвилини виявити колосальну енергію, схожу на вибух, і не втрачати «куражу» у найскладніші і найнебезпечніші моменти боротьби. — зі спогадів очевидця, борця-аматора, 1924 рік. |
Після завершення спортивної кар'єри у 1941 році жив в Єйську на березі Азовського моря. Під час окупації Єйська в 1941-1943 роках Іван Піддубний продовжував демонстративно носити свій орден Трудового Червоного Прапора, вручений 1939 року. Німецька влада дозволила йому працювати в більярдному залі при військовому госпіталі, що дозволило пережити окупацію. Відповів відмовою поїхати до Німеччини і готувати німецьких спортсменів. З приходом Червоної армії його намагалися заарештувати за співпрацю з німцями, однак звільнили через нестачу доказів.
Залишивши спорт, Іван Піддубний був забутий всіма й останні роки життя провів у злиднях.

## Особисте життя
Був двічі одружений: перша дружина — Антоніна Квітко–Хоменко, друга — Марія. Онуки і правнуки живуть у Казахстані.

## Останні роки
Протягом останніх років життя Піддубний все частіше скаржився на болі в серці. У травні 1947 року він отримав перелом шийки стегна, коли впав повертаючись з ринку. Довгий час він був прикутий до ліжка. Долаючи іноді неймовірний біль він сповзав з ліжка і йому вдавалося дошкутильгати у двір, де дружина Марія Степанівна ставила йому лавку і він сидів. 8 серпня 1949 року, о 06:00 ранку, його серце зупинилося. Останні роки він прожив у злиднях та страждав на недоїдання, у його спальні знайшли незакінчений лист, адресований тодішньому заступнику голови Ради Міністрів СРСР Климу Ворошилову: «Клименте Єфремовичу, мені майже 78 років. Згадайте мої заслуги перед країною. Ви самі називали мене національним героєм, а тепер забули. Прошу одного: закріпіть мене до їдальні військової частини, щоб я хоч інколи їв гаряче».
Гроші на похорони Піддубного збирали всім містом. З Москви прийшов наказ «поховати з почестями». В останню путь чемпіона проводжали тисячі людей, при цьому допомагали йому вижити одиниці.  Віддати останню шану видатному атлету прийшли містяни та жителі довколишніх станиць, а також приїхали друзі-борці. Поховали Піддубного в Заміському парку, поряд з могилами військових льотчиків, що загинули в боях за Єйськ.
1955 року за допомогою влади США на його могилі поставили пам'ятник.
Після смерті влада прирекла його ім'я на забуття[джерело?].
Івана поховали за огорожею кладовища як самогубця і на пам'ятнику написали «Русский богатырь». У 1988 році стелу на його могилі розбили, і на ній написали «Хохол-петлюровец».
Іван Піддубний все життя розмовляв лише українською і ніколи не дозволяв нікому називати себе росіянином або «русскім».
Незважаючи на те що ця постать увійшла в історію світу, в Україні тоді не було й натяку на цю героїчну особу. Не було навіть жодної вулиці чи пам'ятника цьому дійсно видатному українцю. Нині в Україні здійснюються спроби відродити славу великого спортсмена[джерело?].

## Вшанування пам'яті

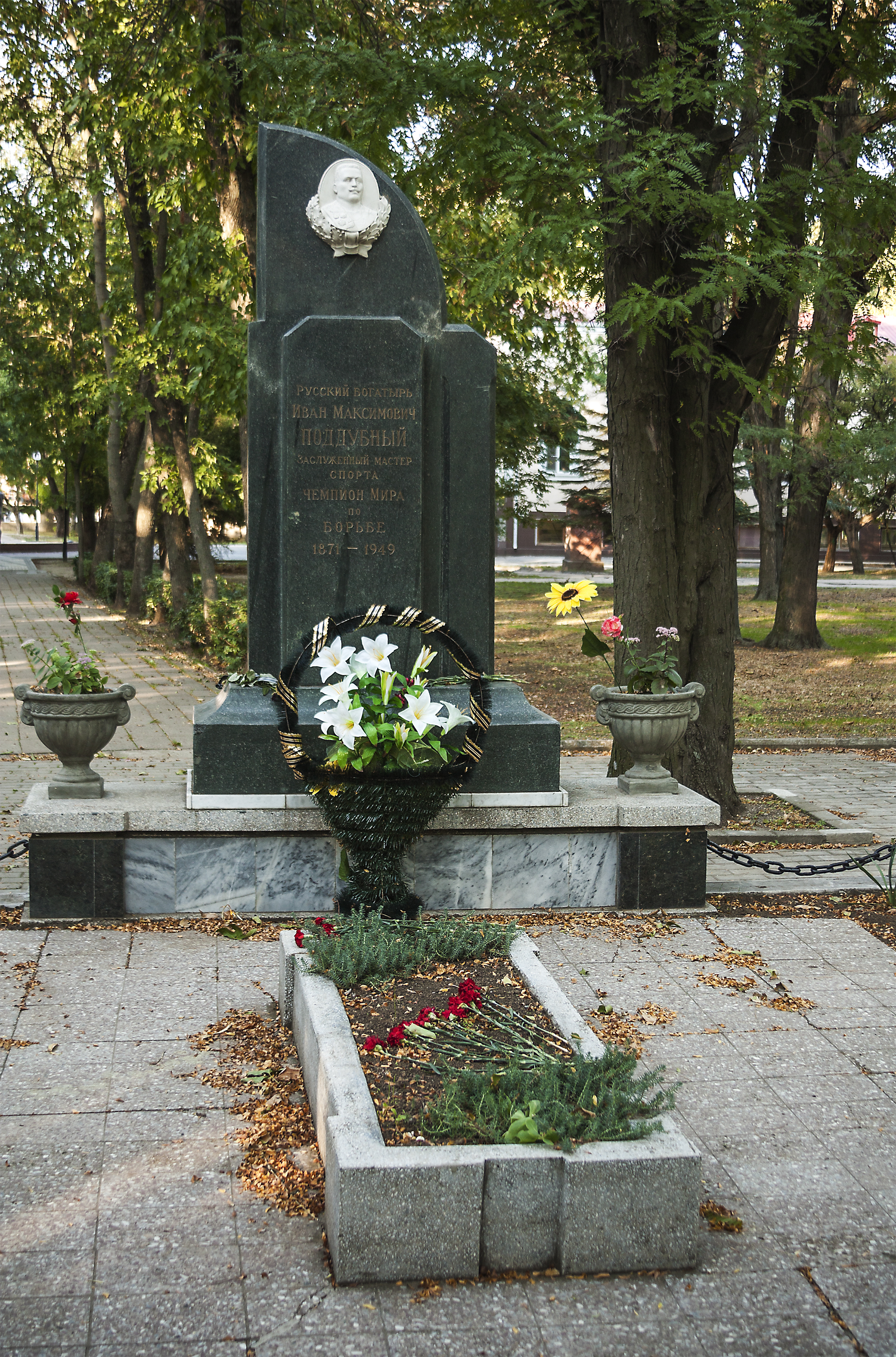
Могила Піддубного в Єйську

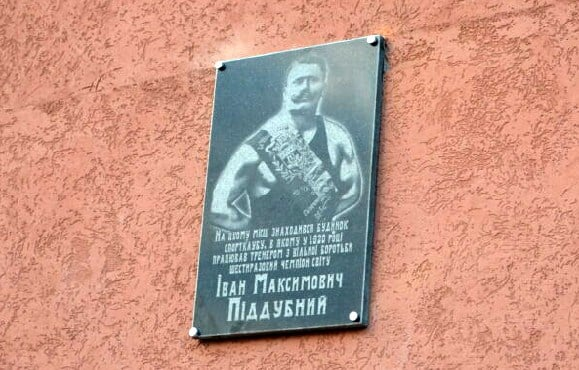
Перша в Україні меморіальна дошка Івану Піддубному в місті Ананьїв Одеської області

- Пам'ятник Івану Піддубному встановлено у його рідному селі Красенівка. У цьому селі є вулиця Івана Піддубного і проводиться традиційне свято богатирської сили. Також у цьому ж селі діє Музей Івана Піддубного, а ще на честь нього названо СТОВ імені Івана Піддубного, який діє у цьому селі[8]. На честь 145-річчя з дня народження легендарного силача Івана Піддубного, в селі відбулися змагання з армреслінгу, греко-римської боротьби та гирьового спорту. Всеукраїнське свято в селі Красенівка відвідало близько 2 тисяч осіб.
- Пам'ятник Івану Піддубному встановлено у російському Єйську, де він жив із 1927 року до самої смерті. Також там є музей та парк, що носить його ім'я[17].
- У багатьох містах України (передовсім Дніпрі, Кривому Розі, а також у Львові та Києві) названі вулиці на честь Івана Піддубного.
- У 2015 році Олімпійському коледжу присвоєно ім'я Івана Піддубного.
- 24 листопада 2020 року в місті Ананьїв Подільського району Одеської області відкрито першу в Україні меморіальну дошку Івану Піддубному. У 1920 році І. М. Піддубний викладав боротьбу та важку атлетику в місцевому спортклубі.
- 5 жовтня 2021 року, до 150 річчя богатиря, Національний банк України випустив ювілейну монету[18].

|                         |  |  |
| Монета «Іван Піддубний» |  |  |

### У кінематографі
- «Борець і клоун» (1957, СРСР). Роль Піддубного виконав Станіслав Чекан.
- «Знай наших!» (1985, СРСР, кіностудія «Казахфільм»). Роль Піддубного зіграв Дмитро Золотухін.
- «Іван Піддубний. Трагедія силача» (2005, Росія, документальний)
- «Піддубний» (2014, Росія). Роль Піддубного зіграв Михайло Пореченков. В Україні фільм заборонений через пропагандистський вміст[19].